# آدلا پنکهرست
آدلا کنستانتیا مری والش (انگلیسی: Adela Constantia Mary Walsh؛ نام در بدو تولد: پنکهرست، ۱۹ ژوئن ۱۸۸۵ – ۲۳ مه ۱۹۶۱) سافرجت، سازمان‌دهنده سیاسی و از بنیانگذاران حزب کمونیست استرالیا و جنبش اول استرالیا، بریتانیایی-استرالیایی بود.